# Madagascar (franciză)
Madagascar este o franciză media de animație americană deținută și produsă de DreamWorks Animation. Vocile lui Ben Stiller, Chris Rock, David Schwimmer și Jada Pinkett Smith sunt prezentate în aceste filme. Franciza a început cu filmul din 2005 Madagascar, apoi au urmat continuarea din 2008 Madagascar 2 și al treilea film, Madagascar 3: Fugăriți prin Europa în 2012. Un film spin-off cu pinguinii, intitulat Pinguinii din Madagascar, a fost lansat în 2014. Madagascar 4 a fost anunțat pentru 2018 dar a fost pus în pauză datorită restructurării studioului.
Acțiunea în general pe parcursul seriei urmărește aventurile a patru animale antropomorfice din Central Park Zoo care au trăit în captivitate liniștită până când au fost aduse înapoi pe neașteptate în Africa (inițial spre Madagascar). Acum ele se străduiesc să supraviețuiască între timp ce încearcă să se întoarcă în New York City cu ajutorul unei escadrile de pinguini și multe alte personaje. Filmele francizei au primit recenzii mixte spre pozitive.

## Filme
| Film                               | Premiera          | Regizori                                   | Scenariști                                                | Producători                  |
| Seria principală                   | Seria principală  | Seria principală                           | Seria principală                                          | Seria principală             |
| ---------------------------------- | ----------------- | ------------------------------------------ | --------------------------------------------------------- | ---------------------------- |
| Madagascar                         | 27 mai 2005       | Eric Darnell și Tom McGrath                | Mark Burton & Billy Frolick și Eric Darnell & Tom McGrath | Mireille Soria               |
| Madagascar 2                       | 7 noiembrie 2008  | Eric Darnell și Tom McGrath                | Etan Cohen și Eric Darnell & Tom McGrath                  | Mireille Soria și Mark Swift |
| Madagascar 3: Fugăriți prin Europa | 8 iunie 2012      | Eric Darnell, Conrad Vernon și Tom McGrath | Eric Darnell și Noah Baumbach                             | Mireille Soria și Mark Swift |
| Madagascar 4                       | VFA               | VFA                                        | VFA                                                       | VFA                          |
| Spin-off                           |                   |                                            |                                                           |                              |
| Pinguinii din Madagascar           | 26 noiembrie 2014 | Eric Darnell și Simon J. Smith             | Michael Colton & John Aboud și Brandon Sawyer             | Lara Breay și Mark Swift     |

## Scurtmetraje
| Film                                         | Premiera         | Regizori       | Scenariști       | Producători                 |
| -------------------------------------------- | ---------------- | -------------- | ---------------- | --------------------------- |
| The Madagascar Penguins in a Christmas Caper | 7 octombrie 2005 | Gary Trousdale | Michael Lachance | Teresa Cheng                |
| Madly Madagascar                             | 29 ianuarie 2013 | David Soren    | David Soren      | Lisa Stewart și Chad Hammes |

## Seriale
| Serial                    | Sezoane | Episoade | Lansare originală | Lansare originală | Lansare originală                             |
| Serial                    | Sezoane | Episoade | Premiera          | Finalul           | Canal                                         |
| ------------------------- | ------- | -------- | ----------------- | ----------------- | --------------------------------------------- |
| Pinguinii din Madagascar  | 3       | 149      | 28 noiembrie 2008 | 19 decembrie 2015 | Nickelodeon (2008–2012) Nicktoons (2013–2015) |
| Trăiască Regele Julien!   | 6       | 78       | 19 decembrie 2014 | 1 decembrie 2017  | Netflix                                       |
| Madagascar: A Little Wild | 8       | 50       | 7 septembrie 2020 | 30 iunie 2022     | Hulu Peacock                                  |

## Speciale
| Special          | Premiera          | Regizori    | Scenariști                               | Producători    | Canal |
| ---------------- | ----------------- | ----------- | ---------------------------------------- | -------------- | ----- |
| Merry Madagascar | 17 noiembrie 2009 | David Soren | David Soren, Tom McGrath și Eric Darnell | Joe M. Aguilar | NBC   |

## Jocuri video
- Madagascar (2005)
- Madagascar: Operation Penguin (2005)
- Madagascar: Escape 2 Africa (2008)
- Madagascar Kartz (2009)
- The Penguins of Madagascar (2010)
- The Penguins of Madagascar: Dr. Blowhole Returns – Again! (2011)
- Madagascar 3: The Video Game (2012)
- Penguins of Madagascar (2014)